# مفيد عاشور
مفيد عاشور ( 9 مايو 1966 ) ، ممثل مصري .

## حياته
بدأ حياته الفنية في الثمانينات من خلال عدد من الأعمال مثل مسلسل (رحلة السيد أبو العلا البشري 1985) من بطولة الفنان الكبير (محمود مرسي)، (ليلة القبض على بكيزة وزغلول)في 1988. منذ الصغر كان يشارك بكل نشاط في الأعمال المسرحية التي كانت تعرض في المسرح المدرسي في المدرسة الابتدائية، تخرج في كلية الهندسة الالكترونية بمنوف وبعدها درس بالمعهد العالي للفنون المسرحية وتخرج منه بشهادة بكالوريوس في التمثيل عام 1990. فترة التسعينات كانت من أكثر المراحل الفنية ازدهارًا في مسيرته حيث شارك فيها في عدد كبير من الأعمال وتنوعت أدواره بشكل كبير، وعام 2003 قدم دورًا هامًا في مسيرته عندما جسد دور الرئيس السابق (محمد أنور السادات) في مسلسل (إمام الدعاة) الذي يجسد حياة الشيخ الراحل (محمد الشعراوي). شارك (مفيد عاشور) حتى عام 2015 في أكثر من مائة عمل فني متنوع.

## من أعماله

### المسلسلات
• الحفار 1996
- حرث الدنيا
- بت القبايل
- الوجه الآخر
- ظرف أسود
- سلسال الدم 2
- الركين
- شهادة ميلاد
- الاختيار 3
- اعمل ايه
- سره الباتع

### السينما
- 1986: آه يا بلد آه
- ليلة القبض على بكيزة وزغلول 1988
- امرأة آيلة للسقوط
- دماء على الأسفلت
- مراهقون ومراهقات

### المسرحيات
- باب الشعرية

### السهرات التلفزيونية
- ثم تأتي الحقيقة محزنة

## روابط خارجية
- مفيد عاشور على موقع الدهليز
- مفيد عاشور على موقع قاعدة بيانات الأفلام العربية